# 日本民俗建築学会
一般社団法人 日本民俗建築学会（にほんみんぞくけんちくがっかい、英語: The Japan Society For Folk Architecture (JASFA)）は、日本の学術研究団体の一つ。

## 概要
1950年3月1日設立。学術研究団体としての種別は単独学会。
民俗建築に関する学術文化の向上と普及発展に寄与するために設立された。

## 沿革
- 1950年 - 民俗建築会設立。
- 1957年 - 民俗建築学会に改称。
- 1974年 - 日本民俗建築学会に改称。
- 2016年 - 一般社団法人日本民俗建築学会へ移行。

## 刊行物

### 民俗建築
- 誌名（和文）：民俗建築
- 誌名（欧文）：MINZOKU KENCHIKU (Folk Architecture)
- 創刊年：1950
- 資料種別：その他
- 使用言語：日本語（英文抄録あり）
- 発行形態：印刷体
- 著作権帰属先：著者
- クリエイティブコモンズ：定めていない
- 購読：有料